# Edwin Davis

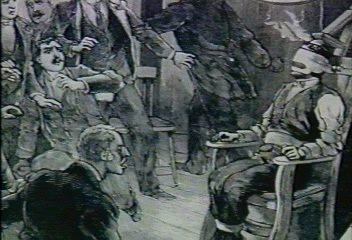
Artystyczne przedstawienie egzekucji Williama Kemmlera

Edwin R. Davis – kat stanu Nowy Jork. 
Pierwszy, którego okrzyknięto stanowym elektrykiem. 6 sierpnia 1890 wykonał pierwszy w historii wyrok na krześle elektrycznym. Straconym był William Kemmler. Był także pierwszym, który stracił tą metodą kobietę – Marthę Place.
Edwin Davis opatentował krzesło elektryczne własnej konstrukcji.